# Лин Бейфонг
Лин Бейфонг (англ. Lin Beifong) — персонаж мультсериала «Легенда о Корре», одна из главных героинь.

## Появления

### «Легенда о Корре»

#### Книга 1: Воздух
Когда Лин впервые встретилась с Коррой, она дала понять, что не благосклонно относится к Аватару. Она допрашивала Корру из-за устроенного ею погрома на улице, но когда прибыл Тензин, Лин согласилась снять обвинения с Аватара, хотя и желала, чтобы девушка покинула её город. Лин до сих пор злилась на Тензина из-за их расставания шестнадцатью годами ранее, но согласилась оставить обиду, чтобы вместе с бывшим возлюбленным обеспечить безопасность на спортивном мероприятии от террористической группы Уравнителей. Несмотря на максимальный уровень безопасности, последним удалось сорвать игру, подавив силы полиции. Лин и Корра смогли дать отпор террористам, но им не удалось схватить их лидера, Амона. Однако Корра заслужила уважение и доверие Лин в тот момент. Тем не менее, репутация шефа полиции пошатнулась. Далее Лин вела расследование и выявила причастность промышленника Хироши Сато, отца Асами, к Уравнителям. В последовавшей за этим битве, в которой участвовали Лин, Корра, Тензин и сотрудники полиции, Уравнители схватили нескольких стражей порядка. Первым троим удалось уйти, но Лин решила подать в отставку. Когда Тензин призвал её не сдаваться, Лин ответила, что намерена поймать Амона и освободить своих людей незаконными методами. Позже, когда Тензину нужно было присутствовать на заседании совета, Лин присмотривала за женой и детьми бывшего возлюбленного на островном храме воздуха. Вскоре на остров вторглись Уравнители и одолели Лин, но её спасли дети Тензина — Джинора, Икки и Мило, которые победили захватчиков. Когда Тензин вернулся домой, все заметили, что ещё больше дирижаблей Уравнителей направляются к ним. Тензин решил покинуть Республиканский город со своей семьёй, улетев на воздушном бизоне Уги. Лин сопровождала их. Однако дирижабли нагоняли зубра, и шеф полиции прыгнула на одно судно, чтобы семья Тензина могла улететь. На втором дирижабле её схватили Уравнители. Амон лишает Лин магии металла, но в конце сезона Корра восстанавливает ей эту силу.

#### Книга 2: Мир духов
Во втором сезоне Лин вернулась в Республиканский город, восстановившись в должности шефа полиции. Она приняла Мако в личный состав в качестве патрульного офицера. Шесть месяцев спустя полиция расследует взрыв в Культурном центре Южного Племени Воды. Когда Корра и Мако поругались и расстались прямо в полицейском участке, Лин заметила перевёрнутый стол и отметила, что парень довольно легко отделался по сравнению с её собственным разрывом с Тензином. Несколько дней спустя Лин приехала с помощниками в квартиру Мако, чтобы провести обыск. Они нашли улики, подтверждающие «причастность» Мако к взрыву, но он всё отрицал. Лин арестовала его. Позже полиция обеспечивала безопасность на спортивной арене во время премьеры фильма с Болином в главной роли. Когда Варик, создатель кино, попытался похитить президента Райко на мероприятии, чтобы вынудить его участвовать в Гражданской войне племён Воды, Лин остановила его, а затем освободила Мако. Шеф полиции повысила его до детектива, отметив, что Мако был первым, кто подозревал Варика в злодеяниях.

#### Книга 3: Перемена
В третьем сезоне Лин проводила значительное количество времени за пределами Республиканского города. После того, как она помогла Корре освободить пленённых магов воздуха в столице Царства Земли, Ба-Синг-Се, шеф полиции нехотя отправилась с командой Аватара в город Заофу за следующим новым покорителем стихии. Прибыв на место, Лин принципиально осталась в дирижабле, запретив Корре и её друзьям рассказывать о том, что она с ними. Однако о ней всё равно узнали, и Суинь Бейфонг, глава Заофу, пришла к Лин на судно. Суинь рассказала Команде Аватара, что она приходится Лин сестрой, а последняя, давно находящаяся с ней не в лучших отношениях, подчеркнула, что они единоутробные сёстры. Корра объявила, что племянница Лин, Опал, стала магом воздуха после Гармоничного Сближения. За ужином Лин язвила над сестрой, а увидев Варика, которого Су взяла к себе после его побега из тюрьмы, и вовсе вышла из себя. Позже той же ночью Опал и Корра пришли к Лин в её комнату. Юная Бейфонг хотела, чтобы её тётя стала частью семьи, но Лин грубо прогнала девушку. Опал в слезах выбежала из комнаты, и Корра отругала шефа полиции за беспочвенную чёрствость. Когда Аватар ушла, Лин пустила слезу.
На следующее утро Лин по совету Айвея пошла на сеанс иглоукалывания, чтобы справиться со стрессом. Во время сеанса ей вспомнилось её прошлое тридцатилетней давности. Лин вспоминала свою попытку арестовать собственную сестру Суинь, когда та связалась с бандитами. Она схватила её металлическим тросом, но сестра отрубила его, из-за чего он попал Лин по лицу и оставил шрам. Проснувшись после этого сеанса, она проигнорировала предложение врача отдохнуть, решив вместо этого «уладить» с сестрой давние обиды. Разъярённая Лин снова поругалась с Су. Когда сестра подметила, что Тензин расстался с Лин именно из-за её характера, их ссора переросла в сражение. Наконец Опал остановила бой, и Лин потеряла сознание от стресса и истощения. Она проспала шестнадцать часов. Очнувшись, Лин была уже в более хорошем настроении. Она извинилась перед племянницей за своё прежнее поведение, а также посоветовала ей учиться магии воздуха в Северном Храме Воздуха с остальными и не бояться расстроить родителей своим отъездом. Лин также примирилась и с Су. Позже она помогала Корре одолеть Красный Лотос. Во время битвы Лин и Суинь сражались с Пэ’Ли, возлюбленной Захира, которая испускает взрывы из третьего глаза. Лин сказала сестре, что любит её, и стала отвлекать опасную противницу. Су набросила на Пэ’Ли металлический шлем, когда та собиралась выстрелить в Лин, и злодейка погибла от собственного взрыва.

#### Книга 4: Равновесие
В четвёртом сезоне, действия которого происходят через три года после завершения третьего, Лин проводит большую часть времени в Республиканском городе. Тем не менее, она совершила одну поездку за его пределы, чтобы спасти Суинь и остальных членов её семьи из заключения, куда их отправила Кувира — новая деспотичная самопровозглашённая правительница Империи Земли, заменившей Царство Земли. Лин отправляется на операцию «Бейфонг» вместе с племянницей Опал и Болином, летя на воздушном бизоне Джуси. Когда трио прибывает к Заофу, они встречают Тоф, которая сообщает, что пленных уже увезли из города. Вчетвером они отправляются к месту, где проводятся испытания супероружия Кувиры. За ужином у костра Лин поругалась с матерью из-за обид прошлого, когда Болин спросил Тоф, кто был отцом первой. Старуха рассказала о парне Канто, с которым у неё не  сложились отношения, и Лин сердито ответила, что ей не было приятно расти без отца. Она заявила, что после миссии они больше друг друга не увидят. В конечном итоге группа успешно освобождает Су с мужем и сыновьями, а также помощницу Варика, Жу Ли, которую люди Кувиры должны были убить из-за её предательства. После этого Лин всё же мирится с мамой. Жу Ли сообщает им, что Кувира планирует вторгнуться в Республиканский город через две недели. Когда Великий объединитель делает это, Лин с остальными противостоит её гигантскому роботу. Проникнув внутрь него, Лин отвлекала стражу, пока Су уничтожала энергетическую пушку Кувиры. Последней удалось исполнить задуманное, и тогда Кувира оторвала сломавшуюся руку робота, в которой находились Лин и Су, и бросила её. Сёстры потеряли сознание после падения, но выжили. Когда Кувира сдалась после разговора с Коррой в мире духов, Лин арестовала её. Вскоре после этого она, как и многие другие, присутствует на свадьбе Варика и Жу Ли.

## Отзывы и критика

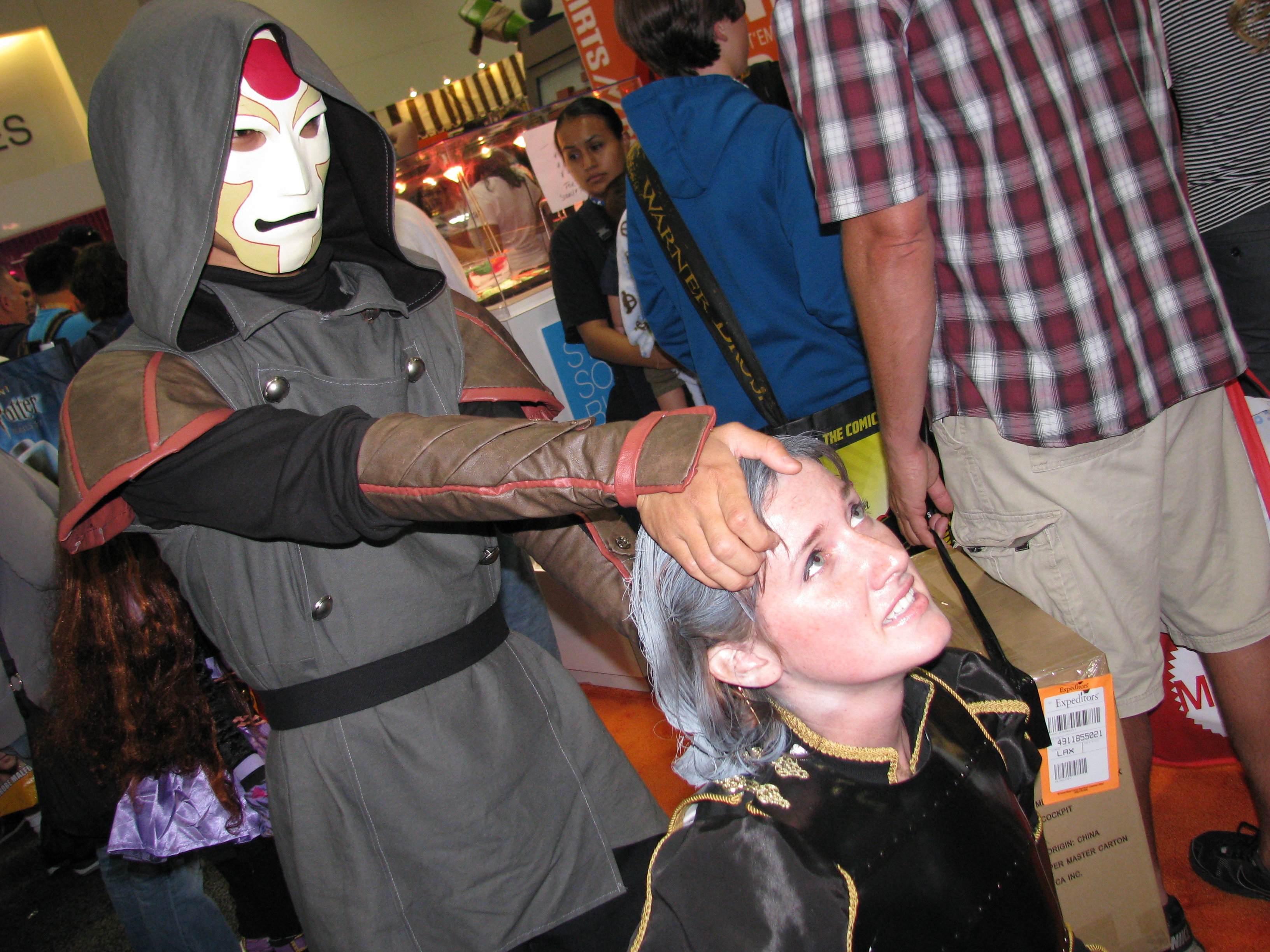
Косплей Амона и Лин Бейфонг на San Diego Comic-Con 2012.
Злодей лишает шефа полиции
магии металла.

Льюис Кемнер из Screen Rant отмечал, что «Лин грубая и резкая, но не эгоистичная или холодная». Он написал, что она «серьёзный полицейский Республиканского города», который «рискует своей жизнью, чтобы защитить граждан от нападений Уравнителей, духов и многих других». Журналист подчеркнул, что «как и её мать, Лин занимала должность шефа полиции и справлялась с этой работой очень грамотно». Коллега Кемнера, При Роза, написала, что «Лин строгая, но верная и храбрая; она готова сделать всё возможное, чтобы помочь Республиканскому городу и бороться за то, что считает правильным».
Рассматривая 10 худших поступков Лин, Аджай Аравинд из Comic Book Resources осудил её за драку с сестрой Су в эпизоде «Старые раны» и за арест Мако в серии «Проводник». Он поставил эти моменты на второе и первое место в своём списке соответственно. Зак Блюменфельд из Paste поставил Лин на 14 место в списке лучших персонажей из вселенной «Аватара» и отметил, что «её история прекрасно разворачивается на протяжении „Легенды о Корре“». Однако он посчитал, что она «не слишком отличается от своего архетипа [жёсткого полицейского]» и «не такая запоминающаяся или своеобразная, как её мать».
Дэвид Левсли из The Daily Beast назвал Лин одной из «выдающихся персонажей мультсериала», также подчеркнув, что «она ещё является одним из многих примеров хорошо прописанных женщин». Алиссия Розенберг из ThinkProgress посчитала, что Лин была «по-настоящему выдающейся личностью». Журналистка сравнила сцену, в которой Амон лишает персонажа магии металла, со сценой из фильма «Запрещённый приём» и похвалила саундтрек за то, что он «мощно передаёт» то, что случилось с Лин.